# Алфонсина Орсини
Алфонсѝна Орсѝни (на италиански: Alfonsina Orsini; * 1472, Неапол, Неаполитанско кралство; † 7 февруари 1520, Рим, Папска държава) от фамилията Орсини, е чрез брак с Пиеро Злочестия господарка на Флоренция от 1487 до 1503 г., майка на Лоренцо II де Медичи и баба на френската кралица Катерина де Медичи.

## Произход
Алфонсина е дъщеря на Роберто Орсини (* пр. 1445, замък на Пачентро; † 29 юни 1476, Сиена), господар на Пачентро, граф на Талякоцо и Албе, Велик конетабъл на Неаполитанското кралство, и втората му съпругата Катерина Сансеверино от Неапол. По бащина линия неин дядо е Карло Орсини, господар на Пачентро, Велик конетабъл на Кралство Неапол, а баба – Паола Джирониме Орсини от дома на графовете на Талякоцо. По майчина линия неин дядо е Америго Сансеверино, граф на Капачо, а нейна баба – Маргарита Сансеверино от херцозите на Санмарко.
Има един полубрат и четири полусестри от първия брак на баща ѝ, както и един полубрат и една полусестра от негови извънбрачни връзки.
По бащина линия произлиза от господарите на Брачано, род от римското благородническо семейство Орсини, с линии в Папската държава и в Кралство Неапол. Нейните роднини по майчина линия, Дом Сансеверино, принадлежат на семейство от XI век – едно най-важните в Кралство Неапол. Орсини вече са свързани с Медичите благодарение на брака между Клариса Орсини, първа братовчедка на Алфонсина, и Лоренцо Великолепни през 1469 г.

## Биография

### Начални години и брачни преговори
След смъртта на баща си през 1476 г. Алфонсина живее с майка си в двора на краля на Неапол и в различни замъци на техни роднини.
През 1485 г. неаполитански барони, подкрепени от папа Инокентий VIII, който е и господар на Кралство Неапол, се надигат срещу управлението на крал Фердинандо I, когото подкрепят господарят на Флоренция Лоренцо Великолепни и миланският регент Лудовико Мавъра. Лоренцо подписва на 2 ноември 1485 г. във Флоренция наемнически договор с Вирджинио, Вичино, Джулио и Джан Паоло Орсини, които потушават въстанието на бароните на страната на краля на Неапол. Войната на бароните завършва с мира между папата и краля на Неапол през август 1486 г., който дава на бунтовниците исканата амнистия.
Вирджинио Орсини, господар на Брачано, възнамерява след края на войната на бароните да консолидира благоприятните отношения на семейството си с Дом Медичи чрез семейни връзки. Затова той предлага на Лоренцо брака между братовчедка си Алфонсина и най-големия син на Лоренцо, Пиеро. Тъй като Алфонсина не се смята за подходяща партия, Вирджинио разчита на подкрепата на съпругата на Лоренцо Клариса Орсини, чиято майка Мадалена е сестра на бащата на Алфонсина Роберто и следователно Клариса е първа братовчедка на Алфонсина. Лоренцо Великолепни изпраща своя зет Бернардо Ручелай в Неапол през ноември 1486 г. със задачата дискретно да наблюдава Алфонсина. 14-годишната девойка не вдъхновява Бернардо Ручелай, изглежда твърде резервирана и необразована. Вместо това той хвали физическите ѝ качества, възхищава се на красивите ѝ ръце и заключава, че тя трябва да има също толкова красиви крака. Въз основа на информацията на Ручелай и не малката зестра от 12 000 дуката, Лоренцо Великолепни се съгласява синът му да се ожени за Алфонсина.

### Брак
На 25 февруари 1487 г. в Неапол, в присъствието на крал Фердинандо I, брачният договор е подписан в отсъствието на булката, представлявана от Вирджинио Орсини, и младоженеца, представляван от Бернардо Ручелай, и след това е отпразнуван с голям разкош. Също на 25 февруари 1487 г., макар и в Рим, е сключен бракът между сестрата на Пиеро Мадалена и извънбрачния син на папата Франческето Чибо. И двата брака са външнополитически успех на Медичите и те намират не само одобрението на неаполитанския крал, но и признанието на миланския двор. Тези брачни връзки обаче тревожат флорентинската олигархия, така че Лоренцо Великолепни предпочита да обещае останалите си дъщери Луиза и Контесина на Джовани де Медичи и на Пиеро Ридолфи. Лоренцо Великолепни винаги е знаел, че управлението на Медичите във Флоренция не е трайно осигурено нито от традицията, нито от закона. С браковете на Пиеро и Мадалена и планираната църковна кариера на Джовани той се стреми да даде на Медичите втора опора в Рим, с цел да осигури бъдещото управление на най-големия си син Пиеро във Флоренция и това трябва да стане, ако е необходимо, също и с помощта на Орсини. Кондотиерът Вирджинио Орсини се надява да получи изгодни договори, препоръки и финансови услуги за себе си и семейството си от връзката с най-богатата фамилия в Италия. Предбрачните преговори са дълги, особено по отношение на клаузите за зестрата, която накрая е фиксирана на 12 000 неаполитански дуката, сума много по-висока от стандартите, които са в сила във Флоренция и в самото семейство Медичи. На свой ред Алфонсина би получила, според неаполитанския обичай, контразестра от 4000 дуката. Изисква се и специално папско позволение, тъй като съпрузите са роднини: Роберто Орсини е брат на Мадалена, тъща на Лоренцо Великолепни.
Алфонсина се запознава със съпруга си едва през май 1488 г., след като е посетила Вирджинио Орсини в неговия замък близо до Брачано, и след това придружава Алфонсина по време на тяхното пътуване до Флоренция заедно. И двете пристигания във Флоренция обаче са помрачени от смъртта на Луиза, 12-годишната сестра на Пиеро, така че сватбеното тържество е отложено, но проведено няколко седмици по-късно.
Пиеро е горд и непринуден млад мъж, който изглежда високомерен и прекарва повече време в игри и забавления, отколкото в държавните дела. Той е под влиянието на майка си Клариса Орсини, която вижда в Пиеро бъдещия наследствен принц на Флоренция и го възпитава по съответния начин. От друга страна, Лоренцо Великолепни описва най-големия си син, който като малък е наричан „Злочестия“, като глупак сред синовете си.
Меркантилните флорентинци отхвърлят младата Орсини заради благородническия ѝ и най-вече римски произход. Римските благородници са смятани за фанатици, необразовани самохвалци във Флоренция и този предразсъдък бързо тласка Алфонсина към изолация. 16-годишната девойка се държи на дистанция от околните и затова е възприемана като недружелюбна. Алфонсина не осъзнава, че упражняването на власт от Медичите зависи от добрата воля на флорентинското население, нито желае да се адаптира към обстоятелствата във Флоренция. Въпреки това тя успява да спечели симпатиите на съпруга си Пиеро, който след смъртта на майка си Клариса на 30 юли 1488 г. все по-често търси нейния съвет.
Във Флоренция Алфонсина се занимава активно с благотворителност: предоставя материална помощ на монасите и бедните, предава молби от флорентинците за помощ на съпруга си, а след това и на сина си. Често е молена да помогне за облекчаване на данъчната тежест, осигуряване на работа и връщане на конфискувано имущество. Заедно с майка си и свекърва си тя подкрепи мащабна реконструкция монасира Света Лукия, което включва разширяването на старите и изграждането на нови килии за доминиканските монахини, реставрацията на църквата и изграждането на параклис. Някои килии от този манастир са под личното наблюдение на жени от фамилията Медичи, които ги посещават по всяко удобно за тях време.

### Прогонване на Медичите
Смъртта на Лоренцо Великолепни на 8 април 1492 г. оставя на най-големия му син тежко политическо наследство. Банката на Медичи върви към разруха, доминиканецът Джироламо Савонарола вдъхновява все повече хора във Флоренция с проповедите си и републиканското население започва да отхвърля управлението на Медичите. Алфонсина, която на 14 септември ражда сина си Лоренцо и на следващата година дъщеря си Клариса, често съветва съпруга си относно управлението, така че скоро върху нея се изсипва обвинението за неговата тромава политика.
През 1494 г. възниква конфликт за трона в Милано между законния херцог Джан Галеацо Сфорца, който е подкрепян от своя тъст, крал Алфонсо II Неаполски, и предишния регент Лудовико Мавъра, който с помощта на Максимилиан I очаква разпадането на политическото равновесие в Италия, което съществува след Мира от Лоди (1454). Алфонсина повлиява на съпруга си в полза на Орсини, които се придържат към съюза с Неапол и по този начин се противопоставят на Милано. Изолацията на Милано в рамките на италианските държави тогава води до съдбоносната стъпка на Лудовико, който влиза в съюз с френския крал Шарл VIII, чиято армия поисква превземането на Неапол и по този начин поставя началото на Италианските войни (1494 – 1559).
Пиеро Злочестият се опитва да държи френската армия далеч от Флоренция, като предава най-важните флорентински крепости в Тоскана и пристанищата на Пиза и Ливорно на крал Шарл VIII. Това поставя началото на събитията, които на 8 ноември 1494 г. завършват с изгонването на Медичите. На 9 ноември 1494 г. тълпа ограбва двореца на Медичите и изгонва Алфонсина и майка ѝ от него, като сваля всичките им бижута. И двете жени се заселват в манастира Света Лукия. Жените и децата от семейство Медичи не са включени в броя на изгнаниците, но техният поминък и възможност за придвижване из територията на Флорентинската република са значително ограничени. Законът също така позволява на жените, чиито съпрузи са били изгонени, да използват зестрата си като основен източник на препитание, но зестрата на Алфонсина е включена в списъка на имуществото, конфискувано от републиката. Алфонсина и майка ѝ се обръщат за помощ към Шарл VIII. Те го молят да улесни завръщането на семейство Медичи от изгнание във Флоренция. Кралят обаче успява да постигне за тях само премахване на статута на бунтовници. През май 1495 г. Алфонсина иска разрешение да пътува до Рим, за да се събере отново със съпруга си, но властите на Флорентинската република ѝ отказват. През септември същата година тя напуска града без разрешение и се присъединява към съпруга и девера си Джулиано в Сиена. През март 1497 г. майката на Алфонсина също е изгонена от Флоренция.
Привържениците на Медичите правят няколко неуспешни опита да си върнат властта във Флоренция между 1495 и 1499 г. Военният провал на Пиеро обаче води до разрив между него и братята му, които напускат Италия за няколко години. След това Пиеро се пристрастява към алкохола и сексуалната разюзданост, и поради това губи много от последователите си.
Алфонсина, която сега се страхува за социалното положение на децата си, успява с много трудности да убеди съпруга си да се присъедини към армията на френския крал Луи XII, за да си върне властта във Флоренция с негова помощ. Въпреки това испанската армия на неаполитанския вицекрал Гонсало Фернандес де Кордоба разгромява на 28 декември 1503 г. френската армия при Гаета и Пиеро иска да избяга на южния бряг на река Гариляно, като вземе ценна артилерия на безопасно място. Той товари лодката, на който иска да прекоси реката с хората си, с четири оръдия. От голямото тегло и силния насрещен вятър лодката се преобръща, при което 31-годишният Пиеро се удавя в реката на територията на Минтурно. Тялото му е открито няколко дни по-късно близо до Гаета в устието на реката.

### Политическа дейност
Овдовялата Алфонсина живее с децата си в Рим и по-късно в Херцогство Урбино, където живее за сметка и под закрилата на Гуидобалдо да Монтефелтро и на неговия наследник Франческо Мария I дела Ровере. Там тя се доказва като решителен борец за възстановяването на управлението на Медичите. От една страна се помирява с Джовани, Джулиано и Джулио де Медичи, а от друга страна успява през 1508 г. да омъжи дъщеря си Клариса за банкера Филипо Строци Младия, която също е от влиятелно и важно флорентинско семейство. Всъщност през 1507 г. Алфонсина се завръща за кратко във Флоренция, опитвайки се да възстанови зестрата си и в същото време да намери кандидат за съпруг на дъщеря си Клариса. Мнозина в града са щастливи да видят завръщането ѝ, а тя от своя страна привлича подкрепа за завръщането на семейство Медичи от изгнание. Благодарение на преговорите на нейната зълва Лукреция, дъщерята на Алфонсина е омъжена за Филипо Строци. Сватбените тържества се състоят в Рим през декември 1508 г. По този начин семейство Медичи привлича подкрепата и на семейство Строци. Като зестра на дъщеря си Алфонсина дава 4000 дуката. През 1507 г. гонфалониерът Пиеро Содерини моли брат си, кардинала, да помогне за разрешаването на проблема с претенциите на Алфонсина за нейната зестра, но въпросът напредва изключително бавно. През 1508 г. тя се обръща към папа Юлий II с молба да възстанови от кардинал Франческо Содерини сума, която да съответства на размера на конфискуваната от нея зестра, но без резултат. Едва в края на 1510 г. тя успява да получи връщането на всичките си пари. Изгонването на семейство Медичи от Флоренция продължава до септември 1512 г. и през цялото това време Алфонсина е в Рим.
На 1 септември 1512 г. Джовани и Джулиано де Медичи, както и Алфонсина и нейният син Лоренцо се завръщат във Флоренция. Джовани прави първите стъпки към поемане на властта, но след това оставя брат си Джулиано начело, тъй като трябва да се върне в Рим, където на 9 март 1513 г. е избран за папа Лъв X. Няколко дни по-късно той назначава своя братовчед Джулио за архиепископ на Флоренция и през 1515 г. изпраща брат си Джулиано във Франция. Тогава управлението във Флоренция е прехвърлено на сина на Алфонсина Лоренцо (17 март 1516 г.). Подобно на баща си Лоренцо е отличен конник, обуча живописта, литературата и музиката, но като баща си не може да взема бързи решения или да се осмели да предприеме решителни стъпки. Следователно в политиката е доминиран от решителната си и енергична майка, която ръководи държавните дела във Флоренция от ноември 1515 г. Когато нейният девер е избран за папа под името Лъв X, тя се възползва от ситуацията, за да увеличи доходите си и да осигури допълнителни средства на сина си Лоренцо. До 1514 г., непрекъснато оплаквайки се на понтифика от липсата на средства, Алфонсина продължава да действа активно в интерес на семейството си. Тя прекарва една година в Рим, лобирайки за своя девер, за да може той да получи позицията на генерален депозитар на Светия престол. Това ще даде на семейството ѝ директен достъп до хазната на Папската държава. Медичите започват открита дискусия за това кой от членовете на семейството и техните поддръжници да получат най-печелившите и влиятелни постове във Флоренция. Алфонсина действа по такъв начин, че нейният син се радва на изключителна власт в града, докато други членове на дома, водени от нейната зълва Лукреция, искат равно разпределение на властта между всички членове на семейството. Алфонсина дори насърчава Лоренцо да се намеси в изборите, така че поддръжниците му да бъдат избрани на важни постове. Тя редовно му напомня за необходимостта да се дават подаръци на семейства, които отдавна са били лоялни към семействата Медичи и Орсини.

### „Регентство“
През юни 1515 г. Алфонсина се завръща в Двореца на Медичите във Флоренция. Въпреки че Флоренция все още е република, нейният син под името Лоренцо II, с подкрепата на самата Алфонсина, е де факто господар на държавата. Дворецът на Медичите става мястото, където се решават всички държавни въпроси. Когато през лятото на 1515 г. Лоренцо II, начело на армията на Флорентинската република, отива на помощ на папа Лъв X, за да подкрепи него и испанците във войната срещу французите, Алфонсина управлява Флоренция вместо сина си. Въпреки че по закон тя не може да бъде официален регент, Алфонсина одобрява решенията на управителните съвети и редактира писмата, които Лоренцо II изпраща до тези съвети по време на отсъствието си. В докладите си съветите отбелязват, че решенията са взети „по заповед на Великолепната синьора Алфонсина“. Нейният канцлер Бернардо Фиаминги е назначен за секретар на службата, която пише новите закони. Тя дава заповеди за това кой трябва да бъде „избран“ в съветите през цялото управление на Лоренцо II. Алфонсина се занимава и с участието на Флорентинската републиката във война. Когато швейцарските наемници оставят испанските, тя започва преговори за мирно споразумение с французите. Папа Лъв X я моли да изпрати посланици, които да преговарят за договор с френския крал Франсоа I. Договорът включва разпоредба, позволяваща на семейство Медичи да продължи управлението си във Флоренция. Алфонсина организира официалното посещение на папа Лъв X във Флоренция през ноември 1515 г. Той посещава града на път за мястото, където е сключен мирният договор.
Амбициозната Алфонсина, която среща неразбиране от флорентинците поради деспотичния си стил на управление, сега преследва следващата си цел – да спечели Херцогство Урбино за своя син. Това довежда до ожесточени спорове с нейния девер Джулиано, който се страхува от мащабни конфликти и който, за разлика от Алфонсина, не иска да покаже на херцога на Урбино неблагодарност за подкрепата му. Но след ранната смърт на Джулиано на 17 март 1516 г. Алфонсина убеждава папата да предприеме действия срещу херцога на Урбино. Лъв X отлъчва Франческо дела Ровере и на 30 май 1516 г. папските войски превземат Урбино. На 18 август 1516 г. Лоренцо ди Пиеро де Медичи е номиниран за новия херцог на Урбино, но изгоненият дела Ровере го въвлича в едномесечна война, цената на която е поета от населението на Флоренция. През 1517 г. дела Ровере завоюва отново изгубеното си херцогство с помощта на немски и испански наемници и Лоренцо, ранен в битка, се завръща във Флоренция. Още когато синът ѝ заминава за Урбино, Алфонсина, докато е в Рим, управлява Флоренция чрез епископ Горо Гери, кйто ѝ служи до 1517 г. Дори когато Лоренцо II дава инструкции на Горо Гери, той ги изпълнява едва след като получава разрешение от Алфонсина. Тя поема отговорността за назначаването на владетели в териториите, управлявани от Флоренция, включително Реджо и Урбино.
Управлението на Алфонсина не е популярно сред хората и дори по време на посещението на папа Лъв X през 1515 г. привържениците на републиката протестират във Флоренция, заклеймявайки я в алчност и наричайки я враг на свободата. Много флорентинци се опасяват от скорошния край на републиката и превръщането ѝ в монархия.
Междувременно Алфонсина води успешни преговори с дипломатите на френския крал. Тя постига това синът ѝ на 2 май 1518 г. да се омъжи за Маделин дьо ла Тур д'Оверн, дъщеря на Жан IV дьо ла Тур д'Оверн, граф на Оверн, и Жана дьо Бурбон-Вандом. Лоренцо приема предложението на френския крал Франсоа I, роднина на Маделин, тъй като е голяма чест да бъда свързан с френското кралско семейство, особено след като е от по-малко благороднически род (Медичите са станали благородници едва наскоро), макар и изключително богат. На 13 март 1519 г. Лоренцо и Маделин стават родител на бъдещата френска кралица Катерина де Медичи, но умират съвсем скоро след раждането ѝ. Кардинал Джулио де Медичи поема държавните дела във Флоренция и действа като настойник на Катерина, която прекарва ранното си детство в дома на Клариса и Филипо Строци.
До пролетта на 1519 г. здравето на Алфонсина се влошава толкова много, че тя спира да ходи. Умира в Рим на 7 февруари 1520 г. на около 48 г. След смъртта ѝ се разпространяват слухове, че тя е оставила след себе си невероятно богатство, повече от 70 хил. дуката. Реалната сума на нейното наследство е около 6 хил. дуката, кито тя дава на дъщеря ѝ Клариса ден преди смъртта си и назначавайки своя девер, папа Лъв X, за универсален наследник, упълномощен да събере зестрата за внучка ѝ Катерина.
Алфонсина е погребана в базиликата Санта Мария дел Пополо в Рим. Зет ѝ предлага следната епитафия за нея: „Алфонсина Орсини, чиято смърт никой не оплака, приживе всички плакаха и чието погребение бе най-удовлетворителното и изцелително за човечеството“.

## Културна дейност
Преди изгонването на семейство Медичи от Флоренция Алфонсина финансира работата на Мариото Албертинели, като изпраща негови картини на разширеното ѝ семейство в цяла Италия.
През 1504 г. наследява от майка си замък (Кастел Сант Анджело) близо до Тиволи. През 1514 г. нейният зет Филипо Строци съставя пълно описание на античните статуи от колекцията на Алфонсина, отбелязвайки, че те са сред най-добрите в Рим.
От 1515 до 1519 г. Алфонсина участва със сина си Лоренцо в няколко големи строителни проекта. Тя продължава с изграждането на вила в Поджо а Каяно, ангажирана е в изграждането на къща на езерото във Фучекио и възстановяването на градини във Флоренция. В Рим Алфонсина е собственичка на Палацо Мадама и построява близкия Палацо Медичи-Ланте на Пиаца (площад) дей Капретари. Във всички тези проекти участва наетият от нея архитект Нани ди Бачо Биджо. От разкопките, която тя спонсорира, са намерени барелефите и статуите, които през XVI век са видими в дворовете на Палацо Мадама. Най-важната находка обаче е оценена като тази на мраморните копия на Piccolo Donario, резултат от случайно откритие, за което тя е определена като „най-щастливата жена, която някога е била... защото чрез изграждането на изба за някои монахини, намериха до ден днешен около пет фигури, толкова красиви, колкото други в Рим. Те са от мрамор с по-нисък от естествения ръст и всички са мъртви и живи, дори разделени.“ Т. нар. Малък пергамски донарий е паметник, издигнат от крал Атал върху основи, разположени по протежение на южната стена на Атинския акропол, съставен от четири скулптурни групи, представящи войните срещу Гигантите, Амазонките, галатите и персите. Оригиналите са изгубени. В допълнение към римските копия остава описанието на Павзаний, който обаче не уточнява дали авторът на посвещението е Атал I или Атал II, което създава значителни трудности при датировката. Римското копие на Групата на амазонките, по-специално, е намерено от Алфонсина Орсини през 1514 г. и е изложено под лоджията с изглед към вътрешната градина на Палацо Мадама, когато фламандският художник Маартен ван Хемскерк го увековечава в Рим между 1532 и 1536 г. (рисунките днес са в Kupferstichkabinett в Берлин). Статуите, открити при тези обстоятелства, сега са изложени в Националния археологически музей на Неапол и във Ватиканските музеи.

## Брак и потомство
∞ 25 февруари 1487 в Неапол (договор), март 1488 за Пиеро де Медичи „Злочестия“ (* 15 февруари 1472, Флоренция; † 28 декември 1503, река Гариляно при Минтурно), владетел на Флоренция (1492 –1494), син на Лоренцо Великолепни, банкер, де факто владетел на Флорентинската република, и на съпругата му Клариса Орсини, от която има двама сина и една или две дъщери:
- Лоренцо II де Медичи (* 12. септември 1492, Флоренция; † 4 май 1519, Флоренция), владетел на Флоренция и херцог на Урбино (1516 – 1519); ∞ 2 май 1518 в Амбоаз за Маделин дьо ла Тур д'Оверн (* 1495, † 28 април 1519), дъщеря на Жан IV дьо ла Тур д'Оверн, граф на Оверн, на Лораге, господар на Ла Тур, и Жана дьо Бурбон-Вандом, от която има една дъщеря: бъдещата кралица на Франция Катерина де Медичи. Вероятно също е баща на Алесандро де Медичи, чийто произход е спорен.
- Клариса де Медичи (* 14 септември 1493, Флоренция; † 3 май 1528, Флоренция), ∞ 1508 за Филипо Строци Млади (* 4 януари 1489, Флоренция; † 18 декември 1538, Флоренция), кондотиер, политик и банкер, от когото има 10 деца.
- Козимо де Медичи († млад).[19]
- Луиза де Медичи (* февруари 1494), вероятна[20]